# Llaç: revista
Llaç va ser una publicació reusenca que sortí els anys 1919 i 1920.

## Història
Els noucentistes reusencs, impulsats per Josep M. Prous i Vila i per Bonaventura Vallespinosa, van treure aquesta revista innovadora que va tenir bona acceptació a la ciutat. A través d'ella, els joves intel·lectuals reusencs comuniquen les seves idees, certament noucentistes, com és ara deixar enrere el romanticisme, però que també contenen algunes idees del moviment modernista, donat que alguns col·laboradors en són, i, sobretot, volen incorporar les noves tendències d'avantguarda.
Sortia quinzenalment, però després va passar a mensual, encara que la sortida era irregular. Publicaven sobre literatura i art, poesia, música, teatre, i també en cada número la ressenya d'alguna de les obres sortien a Catalunya i de les quals ells en rebessin, com a mínim, un exemplar. Comenten obres de Millàs-Raurell, J. M. López-Picó; i, sobretot llibres d'autors reusencs: Infantaments de J. M. Prous i Vila, Buirac o Cercant la pau del cor de S. Torrell i Eulàlia, Idealitats de J. Sardà i Ferran, etc. Acostumen a fer una crítica sense concessions, que posa l'esperança en les futures obres dels autors comentats, perquè creuen que sempre es pot millorar. És una crítica dura i mordaç que busca aconseguir que l'autor arribi a una màxima qualitat.
Hi col·laboraven, a part dels impulsors, Pere Cavallé, Salvador Torrell i Eulàlia, Joaquim Santasusagna, Plàcid Vidal, i Joan Arús, J.M. López-Picó, Carner, Sagarra, Joaquim Folguera, Josep M. Junoy, i com a dibuixants, Lluís Ferré, Joaquim Biosca i Xavier Nogués. Bonaventura Vallespinosa escrivia des de Barcelona, on hi muntà una delegació i publicava una "edició" a la ciutat comtal, idèntica a la reusenca però amb aquesta indicació. Llaç volia ser una revista nova, atenta a les noves tendències, i volia explicar com s'estava movent la cultura a Catalunya i al món. Volien fer participar els seus lectors en les activitats de la cultura, cosa que va continuar en les revistes que després vindrien: Boira: fulla de pantarragonisme i Reus 1973, impulsades per membres d'aquest grup.

## Aspectes tècnics
El primer número va sortir el 15 d'agost de 1919, i l'últim conegut és el 10, de febrer de 1920. La impremta era "La Fleca", al carrer de Vallroquetes número 5 de Reus. Tenia format foli i la capçalera tipogràfica. Seguia amb fidelitat els patrons del noucentisme: claredat tipogràfica, contenció, seguiment estètic d'un suposat classicisme, fins i tot en la numeració i la datació, que es feia en xifres romanes, a la manera de la barcelonina Emporion.

## Localització
- Una col·lecció a la Biblioteca Central Xavier Amorós de Reus.[3]
- Una col·lecció a la Biblioteca del Centre de Lectura de Reus, a la Biblioteca de Catalunya i a la de la Universitat Autònoma de Barcelona.[4]